# Gare de Saint-Geniès-de-Malgoirès
La gare de Saint-Geniès-de-Malgoirès est une gare ferroviaire française de la ligne de Saint-Germain-des-Fossés à Nîmes-Courbessac (également appelée Ligne des Cévennes), située sur le territoire de la commune de Saint-Geniès-de-Malgoirès, dans le département du Gard en région Occitanie.
Elle est mise en service en 1840 par la Compagnie des Mines de la Grand’Combe et des chemins de fer du Gard. 
C'est une halte voyageurs de la Société nationale des chemins de fer français (SNCF), desservie par des trains TER Occitanie.

## Situation ferroviaire
Établie à 88 mètres d'altitude, la gare de Saint-Geniès-de-Malgoirès est située au point kilométrique (PK) 698,813 de la ligne de Saint-Germain-des-Fossés à Nîmes-Courbessac entre les gares de Nozières - Brignon et de Fons - Saint-Mamert.

## Histoire
La station de Saint-Géniès est située sur la deuxième section d'Alès à Nîmes, de la ligne d'Alès à Beaucaire, qui est mise en service, par la Compagnie des Mines de la Grand’Combe et des chemins de fer du Gard, le 1er août 1840.
La gare de Saint-Geniès-de-Malgoirè figure dans la nomenclature 1911 des gares, stations et haltes, de la Compagnie des chemins de fer de Paris à Lyon et à la Méditerranée. Elle porte le no 2 de la ligne de Moret-Les-Sablons à Nimes. Elle dispose du service complet de la grande vitesse (GV), « à l'exclusion des chevaux chargés dans des wagons-écuries s'ouvrant en bout et des voitures à 4 roues, à deux fonds et à deux banquettes dans l'intérieur, omnibus, diligences, etc. » et du service complet de la petite vitesse (PV) avec la même limitation.
L'ancien bâtiment voyageurs est toujours présent, mais n'est plus utilisé : « halte sans personnel ».

## Fréquentation
De 2015 à 2023, selon les estimations de la SNCF, la fréquentation annuelle de la gare s'élève aux nombres indiqués dans le tableau ci-dessous :
| Année           | 2015   | 2016   | 2017   | 2018   | 2019   | 2020   | 2021   | 2022   | 2023   |
| --------------- | ------ | ------ | ------ | ------ | ------ | ------ | ------ | ------ | ------ |
| Voyageurs seuls | 66 781 | 68 582 | 75 110 | 80 170 | 93 907 | 46 537 | 59 597 | 82 971 | 98 794 |

## Service des voyageurs

### Accueil
Halte SNCF, c'est un point d'arrêt non géré (PANG) à entrée libre.

### Desserte
Saint-Geniès-de-Malgoirès est desservie par des trains TER Occitanie.

### Intermodalité
Un parc pour à vélos et un parking sont aménagés. Des cars TER Occitanie assurent un service en complément ou renforcement des dessertes ferroviaires.